# Land of a Thousand Dances
Singles de Wilson Pickett
Ninety Nine and a Half (Won't Do)
(mai 1966) Mustang Sally
(novembre 1966)
Land of a Thousand Dances ou Land of 1000 Dances est une chanson de rhythm and blues écrite et enregistrée par Chris Kenner (en) en 1962. Sa version la plus célèbre est celle de Wilson Pickett, qui se classe en tête du hit-parade R&B aux États-Unis en 1966. Elle inclut un passage en « na na na na na » qui ne figure pas sur la version originale, mais provient de la reprise du groupe Cannibal & the Headhunters (en), sortie en 1965, qui s'était classée no 30 du Hot 100.

## Autres reprises
- The Kingsmen sur l'album Up And Away (1966)
- Roy Orbison sur l'album The Big O (1970)
- Patti Smith sur l'album Horses (1975)
- The Residents sur l'album The Third Reich 'n' Roll (1976)
- Ted Nugent sur l'album Intensities in 10 Cities (1981)
- The J. Geils Band en 45 tours (1983)
- Joan Baez
- Tina Turner
- The Action sur l'album Ultimate Action (1990)
- The Mummies sur Fuck the Mummies (1991)